# Canale di Kulunda

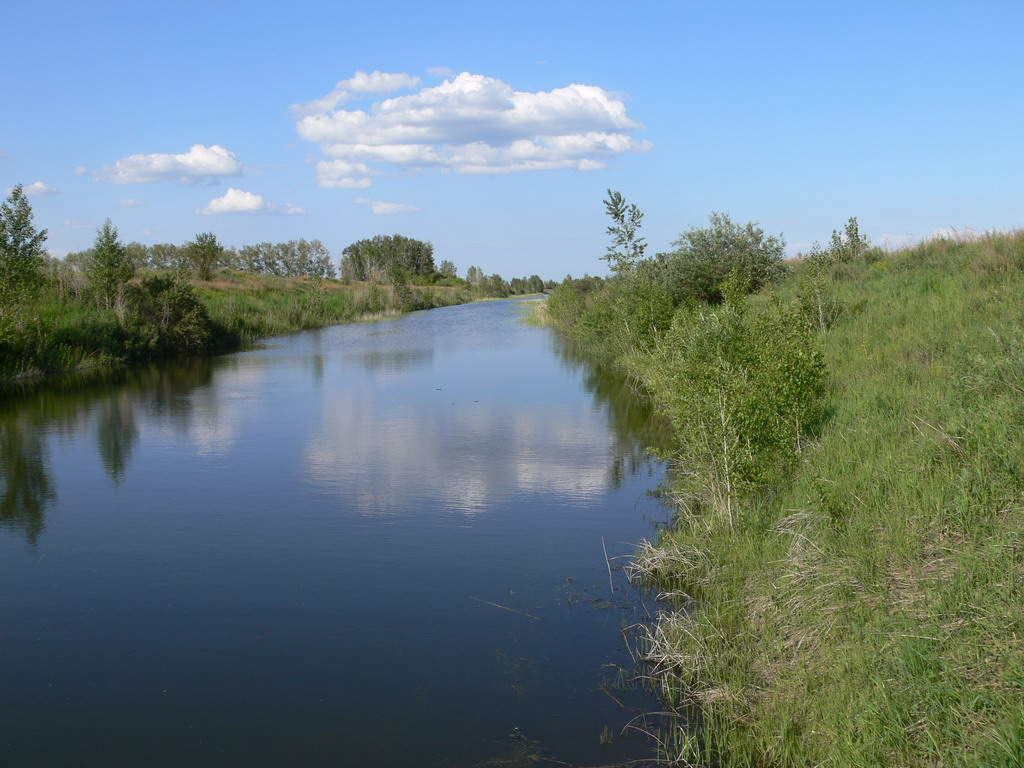
Il canale di Kulunda a nord del villaggio di Gljaden.

Il canale di Kulunda (in russo Кулундинский магистральный канал, Kulundinski magistralny kanal) è un canale artificiale del territorio dell'Altaj (Russia).

## Geografia
Il canale ha inizio a monte della città di Kamen'-na-Obi sul fiume Ob' e percorre 182 km in direzione sud-ovest attraverso la steppa di Kulunda. Due stazioni di pompaggio sul fiume Ob' pompano 25 m³ di acqua al secondo da un livello di 113 m fino al livello del canale, a 140 m.
Il canale, largo da 20 a 30 metri e profondo da 2 a 3 metri, attraversa una serie di capoluoghi di rajon rurali del territorio dell'Altaj: Kamen'-na-Obi, Tjumencevo, Baevo, Blagoveščenka e Rodino.
Su ponti canale, attraversa i fiumi Kulunda e Kuchuk, oltre a corsi d'acqua più piccoli. Il canale è attraversato dalla linea ferroviaria Barnaul - Kulunda - Pavlodar. Su gran parte del suo corso è accompagnato da una strada asfaltata.

## Storia
Il canale di Kulunda venne progettato nei primi anni '70 per irrigare i terreni agricoli colpiti dalla siccità nella parte occidentale del territorio, vicino al confine con il Kazakistan. Secondo il progetto originale, le acque del canale dovevano irrigare le aree intorno a Novotroizk (rajon di Rodino) e Slatopolje (rajon di Kulunda) su una superficie di 20.000 ettari, oltre a 18.500 ettari di terreno seminativo e 45.000 ettari di pascoli nelle zone più a est. La costruzione ebbe inizio nell'agosto 1973 e la prima sezione venne messa in funzione nel 1977; nel novembre del 1983 la costruzione fu interrotta dopo aver raggiunto l'area attorno a Rodino. I restanti 120 chilometri non sono mai stati costruiti.
Al momento attuale, il canale irriga una superficie molto minore di quanto originariamente previsto. Inoltre, la mancanza di impermeabilizzazione del terreno sottostante ha provocato in alcune aree un aumento delle acque sotterranee e il successivo impaludamento del suolo. Attualmente vi sono piani per una ricostruzione del canale.